# La Mer, à Étretat
La Mer, à Étretat est un tableau réalisé en 1872 par le peintre français Gustave Courbet, alors qu'il est emprisonné à Neuilly-sur-Seine pour son rôle lors de la Commune de Paris. Peinte de mémoire, cette huile sur toile est une marine qui représente la Manche à Étretat, en Seine-Maritime. Caractérisée par un horizon bas qui laisse la part belle au ciel nuageux, sa composition comprend dans son coin inférieur gauche un ponton d'accès à une plage sablonneuse où se trouve une barque. Legs du collectionneur Eugène Jacquette en 1899, l'œuvre est conservée au musée des Beaux-Arts de Caen, à Caen, dans le Calvados.